# Hiroshi Satō (Curler)
Hiroshi Satō (jap. 佐藤 浩, Satō Hiroshi; * 30. Januar 1978 in Tokoro, Hokkaidō) ist ein japanischer Curler. 
Sein internationales Debüt hatte Satō bei der Juniorenweltmeisterschaft 1994 in Sofia, wo er die Silbermedaille gewann. Mit der Mannschaft „Iceman“ (アイスマン, aisuman) aus Tokoro, und der späteren Olympiamannschaft, konnte er von 1996 bis 1999 viermal in Folge die japanischen Meisterschaften gewinnen.
Satō spielte als Third der japanischen Mannschaft bei den XVIII. Olympischen Winterspielen in Nagano im Curling. Die Mannschaft um Skip Makoto Tsuruga belegte den fünften Platz.

## Erfolge
- 3. Platz Pazifikmeisterschaft 1996, 1997, 1998